# Canton de Plonéour-Lanvern
Le canton de Plonéour-Lanvern est une circonscription électorale française du département du Finistère.

## Histoire
Un nouveau découpage territorial du Finistère entre en vigueur à l'occasion des élections départementales de mars 2015, défini par le décret du 13 février 2014, en application des lois du 17 mai 2013 (loi organique 2013-402 et loi 2013-403). Les conseillers départementaux sont, à compter de ces élections, élus au scrutin majoritaire binominal mixte. Les électeurs de chaque canton élisent au Conseil départemental, nouvelle appellation du Conseil général, deux membres de sexe différent, qui se présentent en binôme de candidats. Les conseillers départementaux sont élus pour 6 ans au scrutin binominal majoritaire à deux tours, l'accès au second tour nécessitant 12,5 % des inscrits au 1er tour. En outre la totalité des conseillers départementaux est renouvelée. Ce nouveau mode de scrutin nécessite un redécoupage des cantons dont le nombre est divisé par deux avec arrondi à l'unité impaire supérieure si ce nombre n'est pas entier impair, assorti de conditions de seuils minimaux. Dans le Finistère, le nombre de cantons passe ainsi de 54 à 27.
Le canton de Plonéour-Lanvern est formé de communes des anciens cantons de Pont-l'Abbé (6 communes) et de Plogastel-Saint-Germain (10 communes). Le canton est entièrement inclus dans l'arrondissement de Quimper. Le bureau centralisateur est situé à Plonéour-Lanvern.

## Canton de Plonéour-Lanvern: Représentation
| Période élective | Période élective | Mandat | Mandat   | Identité               | Nuance | Nuance | Qualité |
| ---------------- | ---------------- | ------ | -------- | ---------------------- | ------ | ------ | --- |
| 2015             | 2021             | 2015   | 2021     | Jean-François Le Bleis |        | UDI    | Adjoint au maire de Plonéour-Lanvern                                                                                                   |
| 2015             | 2021             | 2015   | 2021     | Jocelyne Plouhinec     |        | DVD    | Assistante commerciale Maire de Plogastel-Saint-Germain (2008-2020) Ancienne conseillère générale du Canton de Plogastel-Saint-Germain |
| 2021             | 2028             | 2021   | en cours | Franck Pichon          |        | DVD    | Enseignant, adjoint au maire de Plonéour-Lanvern (et ancien maire de Plomelin de 2008 à 2014)                                          |
| 2021             | 2028             | 2021   | en cours | Jocelyne Plouhinec     |        | DVD    | Conseillère sortante, adjointe au maire de Plogastel-Saint-Germain                                                                     |

### Résultats détaillés

#### Élections de mars 2015
À l'issue du 1er tour des élections départementales de 2015, deux binômes sont en ballottage : Jean-François Le Bleis et Jocelyne Plouhinec (Union de la Droite, 34,91 %) et Jean-Louis Caradec et Liliane Tanguy (PS, 30,23 %). Le taux de participation est de 52,97 % (12 323 votants sur 23 266 inscrits) contre 51,11 % au niveau départementalet 50,17 % au niveau national.
Au second tour, Jean-François Le Bleis et Jocelyne Plouhinec (Union de la Droite) sont élus avec 51,2 % des suffrages exprimés et un taux de participation de 52,32 % (5 756 voix pour 12 167 votants et 23 254 inscrits).

#### Élections de juin 2021
Le premier tour des élections départementales de 2021 est marqué par un très faible taux de participation (33,26 % au niveau national). Dans le canton de Plonéour-Lanvern, ce taux de participation est de 38,15 % (9 378 votants sur 24 581 inscrits) contre 35,55 % au niveau départemental. À l'issue de ce premier tour, deux binômes sont en ballottage : Franck Pichon et Jocelyne Plouhinec (Union au centre et à droite, 36,97 %) et Emmanuelle Rasseneur et Philippe Ronarc'H (Union à gauche, 28,12 %).
Le second tour des élections est marqué une nouvelle fois par une abstention massive équivalente au premier tour. Les taux de participation sont de 34,36 % au niveau national, 36,76 % dans le département et 40,28 % dans le canton de Plonéour-Lanvern. Franck Pichon et Jocelyne Plouhinec (Union au centre et à droite) sont élus avec 51,21 % des suffrages exprimés (4 814 voix pour 9 904 votants et 24 586 inscrits),,.

## Composition
Le canton de Plonéour-Lanvern comprend seize communes entières.
| Nom                                      | Code Insee | Intercommunalité         | Superficie (km2) | Population (dernière pop. légale) | Densité (hab./km2) | Modifier                                    |
| ---------------------------------------- | ---------- | ------------------------ | ---------------- | --------------------------------- | ------------------ | ------------------------------------------- |
| Plonéour-Lanvern (bureau centralisateur) | 29174      | CC du Haut Pays Bigouden | 48,91            | 6 403 (2022)                      | 131                | modifier les données · modifier les données |
| Combrit                                  | 29037      | CC du Pays Bigouden Sud  | 24,13            | 4 271 (2022)                      | 177                | modifier les données · modifier les données |
| Gourlizon                                | 29065      | CC du Haut Pays Bigouden | 9,91             | 950 (2022)                        | 96                 | modifier les données · modifier les données |
| Guiler-sur-Goyen                         | 29070      | CC du Haut Pays Bigouden | 11,25            | 521 (2022)                        | 46                 | modifier les données · modifier les données |
| Île-Tudy                                 | 29085      | CC du Pays Bigouden Sud  | 1,26             | 745 (2022)                        | 591                | modifier les données · modifier les données |
| Landudec                                 | 29108      | CC du Haut Pays Bigouden | 20,56            | 1 477 (2022)                      | 72                 | modifier les données · modifier les données |
| Peumerit                                 | 29159      | CC du Haut Pays Bigouden | 19,59            | 903 (2022)                        | 46                 | modifier les données · modifier les données |
| Plogastel-Saint-Germain                  | 29167      | CC du Haut Pays Bigouden | 31,39            | 2 016 (2022)                      | 64                 | modifier les données · modifier les données |
| Plomeur                                  | 29171      | CC du Pays Bigouden Sud  | 29,69            | 3 877 (2022)                      | 131                | modifier les données · modifier les données |
| Plovan                                   | 29214      | CC du Haut Pays Bigouden | 15,75            | 682 (2022)                        | 43                 | modifier les données · modifier les données |
| Plozévet                                 | 29215      | CC du Haut Pays Bigouden | 27,18            | 2 963 (2022)                      | 109                | modifier les données · modifier les données |
| Pouldreuzic                              | 29225      | CC du Haut Pays Bigouden | 16,75            | 2 128 (2022)                      | 127                | modifier les données · modifier les données |
| Saint-Jean-Trolimon                      | 29252      | CC du Pays Bigouden Sud  | 14,68            | 973 (2022)                        | 66                 | modifier les données · modifier les données |
| Tréguennec                               | 29292      | CC du Pays Bigouden Sud  | 9,61             | 312 (2022)                        | 32                 | modifier les données · modifier les données |
| Tréméoc                                  | 29296      | CC du Pays Bigouden Sud  | 11,66            | 1 506 (2022)                      | 129                | modifier les données · modifier les données |
| Tréogat                                  | 29298      | CC du Haut Pays Bigouden | 9,85             | 579 (2022)                        | 59                 | modifier les données · modifier les données |
| Canton de Plonéour-Lanvern               | 2919       |                          | 302,17           | 30 306 (2022)                     | 100                | modifier les données                        |

## Démographie
En 2022, le canton comptait 30 306 habitants, en évolution de +3,65 % par rapport à 2016 (Finistère : +2,16 %, France hors Mayotte : +2,11 %).
| 2013   | 2018   | 2022   |
| ------ | ------ | ------ |
| 28 787 | 29 484 | 30 306 |